# Bratrstvo, vzájemně se podporující a pohřební spolek v Kuklenách
Bratrstvo, vzájemně se podporující a pohřební spolek v Kuklenách byl podpůrný spolek, který sdružoval občany z Kuklen i okolních obcí a jeho úkolem byla podpora onemocnělých členů lékařskou péčí a v případě úmrtí výpomocí s vypravením pohřbu.

## Historie
Založení spolku navrhl při rozmluvě v hostinci Václav Hájek a 18. října 1874 bylo tiskopisem vyzváno občanstvo, aby zařídilo spolek k podpoře onemocnělých členů lékařskou péčí a v případě úmrtí výpomocí na vypravení pohřbu. Dobrovolná sbírka vynesla slušnou částku a ustavující schůze se konala 25. října téhož roku.
Na ní byly vypracovány stanovy a dány ke schválení. 1. listopadu 1874 byla odbývána první valná hromada, při níž se přihlásilo 47 členů. Zároveň bylo zažádáno o schválení stanov. Předsedou byl zvolen kovář Antonín Kudrna, jednatelem sklenář Josef Hoza a pokladníkem hostinský Jan Balcar. Kromě nich bylo zvoleno 6 výborů (obuvník Václav Hájek, kožešník Jan Tomášek, kooperátor František Kovařík, obchodník František Čejka, rolník František Rýdlo a rolník František Srdínko ze Svobodných Dvorů). Antonín Kudrna vydržel v předsednické funkci 4 roky, jeho nástupce Josef Hoza pouhý rok a nejdéle byl předsedou spolku Josef Kurz (20 let). Na místě jednatele se vystřídali: Josef Hoza (8 let), Petr Rublič (7 let), Boh. Weidner (2 roky), K. Duchna (6 roků), Ant. Petrák (1 rok) a František Adamíra (1 rok), a na místě pokladníka: Jan Tomášek (17 let), Petr Rublič (6 let) a Jan Balcar (2 roky).
Roku 1875 byl určen příspěvek 25 zlatých na pohřeb, který vystrojí spolek bez hudebníků a zpěváků; zemřel-li by člen do půl roku, obdrží jen příspěvek. Kdo žádal o podporu v nemoci, musel předložit lékařské vysvědčení.
Spolek od svého počátku pořádal řadu tanečních zábav (6. února 1876 ples v Besedě), výletů (1882) a účastnil se i mnoha církevních slavností. Ve slavnostním duchu probíhaly i jubilejní oslavy spolku, 25. ledna 1880 (5 let trvání, v sále hostince U Pilnáčků), 28. září 1884 (10 let trvání) a 6. srpna 1899 (25 let trvání).
V roce 1876 měl spolek 62 členů a 293,72 zlatých jmění. Téhož roku platil spolek za půlkopový pohřeb: záduší 2,10 zl., za zvonění a kostelní službu 4 zl., duchovnímu za mši 3 zl., ministrantům 60 kr., za rakev 6 zl., hrobníku 2 zl., učiteli, zpěvákům, 2 hornistům a kalkantovi (obsluze měchů u varhan) 6 zl. Později placeno řediteli kůru, zpěvákům, kalkantovi a 6-8 hudebníkům 8 zl. 50 kr. Vedle toho bylo pořízeno 12 svítilen, za jejichž zapůjčení platili nečlenové dopoledne 25, odpoledne 20 kr.
Počet přijatých členů byl proměnlivý, v roce 1875 bylo přijato 8 členů, 1876 13, 1877 15, 1878 12, 1879 10, 1880 27, 1881 15, 1812 4, 1883 2 a 1884 10 členů. Roku 1885 měl spolek 259,85 zl. příjmů a 249,95 zl. vydání. Podporoval 7 členů v nemoci po 42 týdnů obnosem 105 zl. Celé jmění tehdy činilo 1 233,11 zl. V roce 1889 je spolek zmíněn pod názvem Bratrstvo ku podpoře a pohřbu řemeslníků a roku 1904 jako Podpůrný a pohřební spolek „Bratrstvo“. V roce 1893 mělo Bratrstvo 99 řádných členů.
12. června 1905 bylo oslaveno 25leté předsedování Josefa Kurze koncertem, 17. července 35letí trvání spolku a 8. března 1914 byla 40. valná hromada. Tehdy měl spolek jen 76 členů, což mělo za následek malou výši příspěvků a na to navazující částečné omezení výdajů.
Během 1. světové války spolková činnost ochabla, protože i předseda Kňourek byl povolán do služby v armádě. Od roku 1899 byli předsedy: Josef Kurz do roku 1903 (celkem 29 let), Josef Hoza 5 let, Jan Kudrna 1 rok, V. Kňourek 9 let, František Souček 1 rok a Josef Adamíra 6 let. Jednateli byli: Jan Kudrna 8 let, V. Kňourek 1 rok, František Karel 4 roky, Boh. Kudrna 6 roků, František Bíma 4 roky, Karel ml. 2 roky a Jar. Macháček.
31. prosince 1921 měl spolek 3 667,99 Kč jmění a o 3 roky později oslavil 50 let svého trvání. Kdy přesně zanikl nevíme.